# کتهاله شیخان
کتهاله شیخان (به انگلیسی: Kuthiala Sheikhan) یک شهرک در پاکستان است که در ناحیه مندی بهاءالدین واقع شده‌است.